# الحقيقة الكاملة (لوست)
"الحقيقة الكاملة" (بالإنجليزية: The Whole Truth) هي الحلقة الحادية والأربعون من مسلسل لوست والحلقة السادسة عشر من الموسم الثاني. الحلقة أخرجتها كارين جافيولا وكتبها كل من إليزابيث سارنوف وكريستينا م. كيم. بُثّت الحلقة لأول مرة في 22 مارس 2006 على قناة ABC. تتمحور الحلقة حول شخصية صن هوا-كوون (يونجين كيم) وتظهر الفلاشباك مشاكل الخصوبة التي يعاني منها زوجها جين سو-كوون (دانيال داي كيم).

## ملخص الحلقة

### الفلاشباك
في شقتهما، صن وجين على وشك ممارسة الحب، يقول جين إنهما يحاولان انجاب طفل منذ عام بدون جدوى، ويقترح أنها يجب أن تزور طبيب خصوبة. تسأله صن لماذا يريد طفلاً لن يراه أبداً. ويجيب إنه نادم ومتأسف على الأشياء السيئة التي يجبره والد صن على فعلها وأن الطفل "سيغير كل شيء". ومع ذلك، يبلغهم طبيب الخصوبة بأن صن لا تستطيع الإنجاب لأنها تعاني من داء بطانة الرحم.
تدخل صن غرفة فندق لمقابلة جاي لي، خطيبها قبل أن تلتقي بجين. تشير محادثتهما إلى أنهما يجتمعان بانتظام لكي يعلمها اللغة الإنجليزية ولينصحها بشأن علاقتها بجين. تُخبر جاي أنها سُعدت عندما علمت بعقمها. يسألها جاي عن سبب رغبتها بتعلم اللغة الإنجليزية، فتجيب بأنها ستترك جين وتهرب إلى أمريكا. يخبرها جاي أنه لا يمكن للمرء الهروب من حياته. تسأله ما إذا كان جين هو حياتها ويجيبها إنه لا يقول إنها يجب أن تبقى من أجل جين.
عندما تمشي صن مع كلبها، يمر طبيب الخصوبة ويعترف لصن أنه بالحقيقة جين هو من لا يستطيع إنجاب الأطفال وأنه كذب خوفاً منه على خلفية عمله مع والد صن، وأنه إذا اكتشف جين أنه هو الذي لا يستطيع إنجاب الأطفال، سوف يقتله.

### على الجزيرة
يحاول جين غاضباً إبعاد صن عن حديقتها وإعادتها إلى الشاطئ، نظراً لما حصل لها سابقاً في الحديقة. يتجادلون ويتلف جين جميع النباتات ويخرب حديقتها قائلاً أنه لم يعد لديها سبب للعمل هنا.
تركض آنا لوسيا (ميشيل رودريغز) تركض باتجاه الملجأ. وتجد لوك (تيري أوكوين)، يخبرها أن هناك رجلاً محجوزاً بالفتحة، وقد يكون واحداً من الآخرون - ويريد لوك أن يتأكد من ذلك. يقول إنها الخيار الأفضل لتعرف ذلك بسبب تجربتها مع الآخرون، وبسبب خبرتها كشرطية. عندما تسأل آنا عما إذا كان جاك يعرف بهذا الأمر، يجيب لوك بأنه لا يحتاج إلى إذن جاك ليفعل أي شيء.
في هذه الأثناء، بينما كان روز وبرنارد يسيران عبر الشاطئ يتجادلان حول نسيان برنارد عيد ميلاد روز،  يرون صن واقفة بجانب شجرة وهي تتألم. يسألوها إذا كانت بخير، فتخبرتهم أنها تشعر بالدوار قليلاً، وتبتعد.
في الفتحة، يخرج جاك (ماثيو فوكس) من الحمام ويجد لوك يحلق ذقنه. يتفاجأ جاك برؤيته لأنه لم ينته بعد من الاستحمام، ويخبره لوك أن البخار يفتح مسامه. يخبره أنهم بحاجة إلى دماء جديدة لتحفيز هنري على التحدث، ويقترح آنا لوسيا. يقول جاك إنه سيتحدث معها، لكن لوك يخبره أنه فعل ذلك بالفعل، وهي بغرفة الأسلحة تستجوبه في هذه اللحظة.
في غرفة الأسلحة، يروي هنري (مايكل إيمرسون) لآنا القصة نفسها التي رواها للآخرين عن منطاده وقبر زوجته. تقترح آنا أن يرسم هنري خريطة تؤدي إلى المنطاد، وستذهب لتبحث عنه. وإذا وجدته، فسوف يصدقونه.
بالعودة إلى الشاطئ، تسأل صن جيمس "سوير" فورد (جوش هولواي) إذا كان بإمكانها الاطلاع على الأدوية والمستلزمات الطبية الموجودة في مخبأ سوير المخفي. لا يسمح لها بذلك، ويطلب منها أن تخبره بما تريده على وجه التحديد. تهمس له بأنها تحتاج إلى أداة اختبار حمل.
تقترب آنا لوسيا من سعيد جراح (نافين أندروز)، الذي يقوم مع تشارلي (دومينيك موناغان) ببناء طاولة طعام. تخبرهم عن خريطة هنري وتقترح عليهم البحث عن المنطاد. يقول سعيد إنه على بعد يوم من المشي على الأقل، وتجيب أنهم يجب عليهم إذاً الانطلاق على الفور.
في طريقهم إلى المنطاد، تلاحظ آنا المسدس الذي يحمله تشارلي وتخبره أنه يجب عليه أن يعطي المسدس لشخص يعرف كيفية استخدامه. يجيبها أنه كما يتذكر، آخر مرة حملت هي فيها مسدساً قتلت شخصاً ما، ويقرر إعطاء المسدس لسعيد. بعد أن مشو أكثر، يلاحظ سعيد الجرف المرسوم على الخريطة.
بالعودة إلى الشاطئ، تجري صن اختبار الحمل وتنتظر مع كيت (إيفانجلين ليلي) للحصول على النتيجة. تسأل صن كيت عما إذا كانت قد أجرت اختبار من قبل، وتقول كيت إنها فعلت ذلك. بعدها بلحظات تظهر نتيجة الفحص إيجابية، مما يعني أن صن حامل. يتشاورون مع جاك حول ما إذا كان هذا الاختبار موثوقاً به، ويقول جاك إن هذه الاختبارات دقيقة للغاية، وأن الخطين الورديين يعنيان أنها حامل بالتأكيد. تطلب صن من جاك ألا يخبر أحداً. يعود جاك مرة أخرى إلى الفتحة، ولا تزال كيت غير مدركة لما يحدث هناك.
في الليل، بينما تشارلي نائم، تتحدث آنا مع سعيد. تخبره أنها تعرف أن لا أحد يحبها، وكان هذا هو الحال طوال حياتها، وعلى الرغم من أنها تحاول أن تجعلهم يحبوها، لكنها لا تنجح. ولكن سعيد بحسب رأيها، لديه سبب وجيه ليكرهها، وتقول إنها آسفة على ما فعلته. يخبرها سعيد بأنها كانت تحاول فقط حماية أصدقائها، وأنها ليست من قتل شانون بل هم - الآخرون. يقول أنه إذا اكتشفوا أن هنري واحداً منهم، يجب عليهم القيام بشيء ما. في اليوم التالي، يصلوا إلى المكان الذي من المفترض أن يكون فيه المنطاد، وقرروا أن يقوم كل واحد منهم بالبحث في قسم مختلف من الغابة.
بالعودة إلى الشاطئ، يبحث برنارد عن المحار على أمل العثور على لؤلؤة بداخلها (من المحتمل أن تكون لروز كهدية لعيد ميلادها). جين هناك يصطاد السمك ويخبره بلغة انجليزية ضعيفة أنه لا يوجد محار على هذا الشاطئ. يأتي سوير ويخبر برنارد أن صن حامل. جين، الذي لا يستطيع أن يفهم ما الذي يتحدثون عنه، لا يستوعب لماذا يناديه سوير بـ "بابا-أو" (Daddy-o).
يذهب جين إلى حديقة صن ويبدأ في إصلاحها. تصل صن، ويعتذر جين عن أفعاله، قائلاً إنه يكره أنهم يتشاجرون طوال الوقت. ويقول بضعف وحزن إنه يكره إنه لا يستطيع التحدث مع الآخرين بلغتهم ولا أن يفهمهم، وأنه يحتاج إليها.
تخبره صن إنها حامل. ويشعر بسعادة غامرة وأخبرته صن أنها بحاجة إلى إخباره بشيء ما. أخبرته أنه هو العقيم، وليست هي. يسأل صن عن كيفية حملها فتقسم له بأنها لم تخنه مع أي رجل آخر. ثم يساعدها في إعادة بناء حديقتها.
يختاران معاً اسماً لطفلهما، ويتفقان على ضرورة إخبار الناجين الآخرين بالأخبار السارة. تقول صن أن جاك وكيت يعرفان ذلك بالفعل، ومن المحتمل أن سوير يعرف ذلك أيضاً. عندها يفهم جين معنى اللقب الذي أعطاه له سوير، ويقول إن برنارد يعرف أيضاً. يوافق جين بعد ذلك على تركها بمفردها في حديقتها، وبينما تخبره بأنها تحبه باللغة الكورية، يرد عليها باللغة الإنجليزية "أنا أحبك".
بالعودة إلى الفتحة، يخرج جاك هنري خارج زنزانته لتناول وجبة الإفطار. يلاحظ هنري جهاز الكمبيوتر، ويسأل عن الغرض منه، يجيبه جاك "لا شيء". يقدم له لوك الحبوب، ويتساءل هنري عن مصدر كل هذا الطعام. يخبره لوك أنه كان موجوداً هنا بالفعل عندما عثروا على المكان. يتفاجأ هنري بعدم وجود فضول لديهم لمعرفة مصدر كل الأشياء الموجودة في الفتحة. ثم يشرع في إخبارهم بأنه رسم خريطة لآنا لوسيا، وعندما يراهم تفاجئوا عندما علمو بذلك (على الرغم من أنه من الواضح أن هنري كان يعلم أنهم لا يعرفون شيئاً عن الخريطة)، يمزح حول السرية التي يحافظ عليها الناجون فيما بينهم.
بدأ يتساءل بصوت عالٍ "افتراضياً" عما كان سيفعله لو كان حقاً شخصاً من الآخرون: كيف سيعطي آنا لوسيا خريطة تدلها و فريقها إلى كمين بدلاً من خريطة مؤدية إلى منطاده. حيث سيحتجزهم الآخرون كرهائن ويقايضون بهم من أجله. ثم ذكر أنه من الجيد أنه ليس واحداً منهم بينما يسأل بلا مبالاة "هل لديكم أي حليب يا رفاق؟"

## الإنتاج
تم التعاقد مع مايكل إيمرسون، الذي يؤدي دور هنري غيل، للظهور في ثلاث حلقات فقط من مسلسل لوست، وكان أول ظهور له في "واحداً منهم". أعجب المنتجون به كثيراً لدرجة أنهم تعاقدوا معه لمدة خمس حلقات إضافية، مستشهدين بالمشهد في نهاية هذه الحلقة حيث يطلب هنري الحليب باعتباره اللحظة التي عرفوا فيها أنه "قيّم". ثم أصبح بعد ذلك جزءاً من طاقم التمثيل الرئيسي اعتباراً من الموسم الثالث.

## الإستقبال
شاهد هذه الحلقة 15.30 مليون مشاهد أمريكي.